# Триана, Родриго де

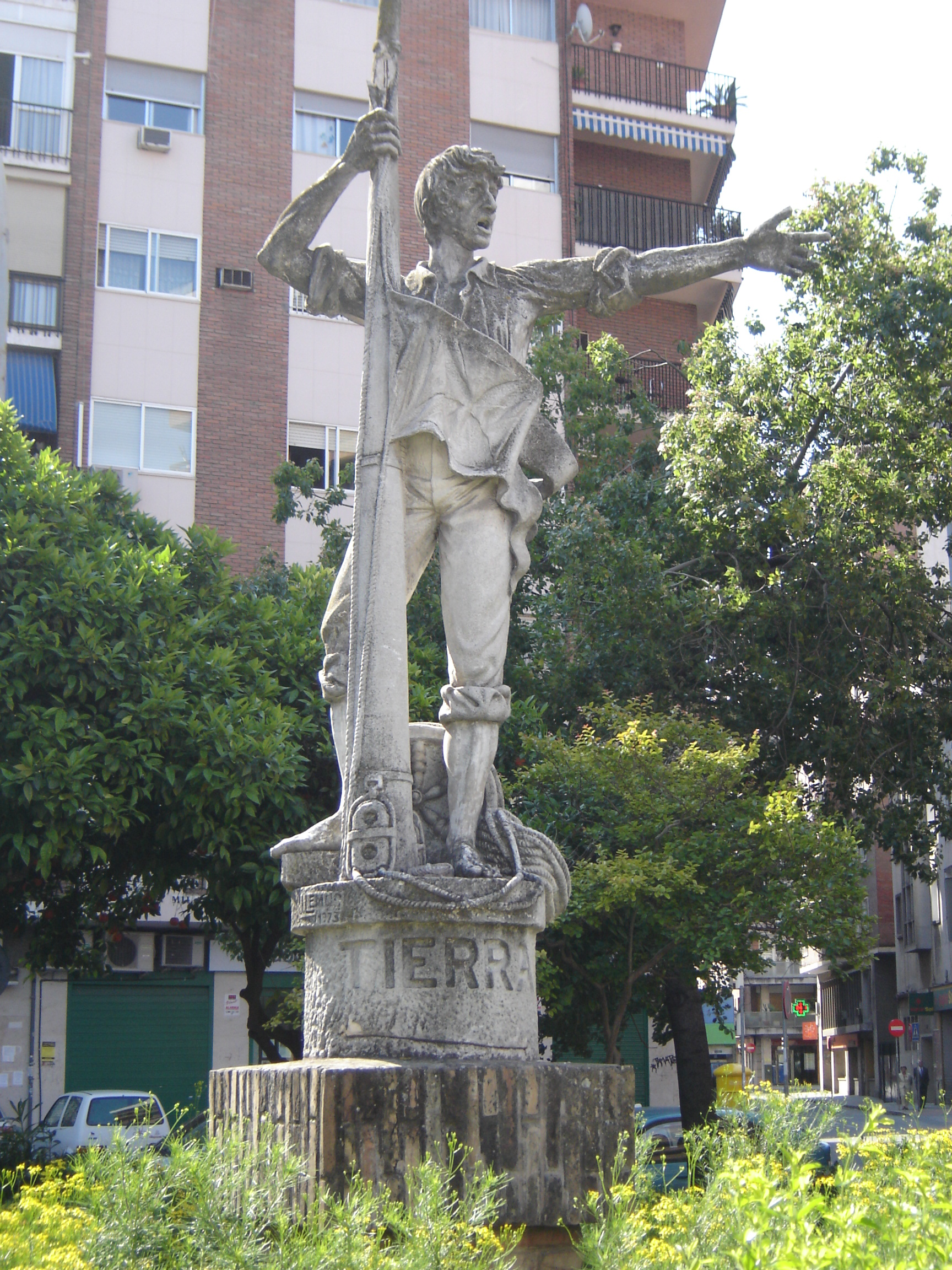
Памятник Родриго де Триана в Севилье

Родри́го де Триа́на (исп. Rodrigo de Triana, имя при рождении Хуан Родригес Бермехо (исп. Juan Rodríguez Bermejo), род. в 1469 году в Севилье, Испания) — испанский моряк, первый европеец, достоверно увидевший берега Америки.
Де Триана был вахтенным матросом каравеллы «Пинта» Христофора Колумба и 12 октября 1492 года находился в вороньем гнезде данной каравеллы. Примерно в два часа ночи экипажи кораблей услышали его крики «Земля! Земля!». Однако Де Триана так и не получил за это награду (вознаграждение в 10 тысяч мараведи, обещанное королевской четой Испании тому, кто первым увидит новые земли за Атлантическим океаном), поскольку Колумб в своем бортовом журнале записал, что он видел «свет» в 22 часа предыдущего дня, однако тот был настолько нечётким, что Адмирал не осмелился утверждать об увиденном как о земле.
Дальнейшие сведения о Де Триане противоречивы. По данным испанского историка Гонсало Фернандеса де Овьедо-и-Вальдеса после окончания экспедиции он перебрался в Африку. По другим данным он погиб в 1525 году в ходе экспедиции на Молуккские острова.